# Partito Democratico Senegalese
Il Partito Democratico Senegalese (in francese: Parti Démocratique Sénégalais - PDS) è un partito politico senegalese di orientamento liberale fondato nel 1974 da Abdoulaye Wade.

## Storia
Dal 1974 al 2000 il partito si caratterizzò come la principale forza politica di opposizione al Partito Socialista. I socialisti persero la guida del Paese in seguito alle elezioni presidenziali del 2000, allorché Wade, sconfitto al secondo turno l'uscente Abdou Diouf, fu eletto presidente della Repubblica.
In occasione delle parlamentari del 2001 il PDS promosse la nascita della coalizione Sopi, che ottenne la maggioranza assoluta dei seggi: l'esito elettorale consentì al partito di esprimere i Primi ministri Mame Madior Boye (2001-2002), Idrissa Seck (2002-2004) e Macky Sall (2004-2007).
Le elezioni presidenziali del 2007 videro la riconferma di Wade; le parlamentari dello stesso anno, boicottate dalle principali forze politiche d'opposizione, consegnarono alla coalizione Sopi il completo controllo dell'Assemblea nazionale, con 131 seggi su 150. Alla guida del governo si alternarono l'indipendente Cheikh Hadjibou Soumaré (2007-2009) e Souleymane Ndéné Ndiaye (2009-2012), espressione del PDS.
Nel 2008 il partito dovette affrontare la scissione della componente legata a Macky Sall, che costituì un nuovo soggetto politico, l'Alleanza per la Repubblica. Le elezioni presidenziali del 2012 videro la vittoria dello stesso Sall, che sconfisse al ballottaggio il presidente uscente Wade.
Alle elezioni parlamentari del 2012 il PDS si ridusse a 12 seggi e passò all'opposizione.

## Risultati
| Elezione          | Voti      | %     | Seggi     |
| ----------------- | --------- | ----- | --------- |
| Parlamentari 1978 | 172.948   | 17,88 | 18 / 100  |
| Parlamentari 1983 | 150.785   | 13,97 | 8 / 120   |
| Parlamentari 1988 | 275.552   | 24,74 | 17 / 120  |
| Parlamentari 1993 | 322.060   | 30,24 | 27 / 120  |
| Parlamentari 1998 | 233.287   | 19,10 | 23 / 140  |
| Parlamentari 2001 | 931.617   | 49,6  | 89 / 120  |
| Parlamentari 2007 | 1.190.609 | 69,21 | 131 / 150 |
| Parlamentari 2012 | 298.846   | 15,23 | 12 / 150  |
| Parlamentari 2017 | 552.095   | 16,68 | 19 / 165  |
| Parlamentari 2022 | 471.517   | 14,46 | 24 / 165  |
| 1. 2. 3.          |           |       |           |